# 増尾昭一
増尾 昭一（ますお しょういち、1960年2月24日 - 2017年7月24日）は、日本のアニメーター、アニメ演出家。東京都出身。スタジオカラー所属。

## 来歴
東京デザイナー学院を卒業後、スタジオジャイアンツに所属。同期に摩砂雪や高橋ナオヒトなどがいる。その後、フリーランスへ。
1984年のアニメ映画『超時空要塞マクロス 愛・おぼえていますか』では作画監督補を担当。同作にて、当時上京したばかりであった庵野秀明と知り合い、フリーのアニメーターが集まる作画スタジオ・グラビトンを共に設立。創設メンバーには増尾や庵野のほか、西島克彦や伊藤浩二がいた。その後、1986年に主力メンバーとして参加したアニメ映画『プロジェクトA子』にてメカニック作画監督を担当し、脚光を浴びる。
それ以降はガイナックスに移籍し、1987年の『王立宇宙軍 オネアミスの翼』では助監督、1988年の『トップをねらえ!』では演出も手掛けた。1990年代は『ふしぎの海のナディア』『無責任艦長タイラー』『新世紀エヴァンゲリオン』などに主要スタッフとして参加する。
2006年以降は、スタジオカラーに移籍。「ヱヴァンゲリヲン新劇場版シリーズ」では『序』『破』『Q』の3作において、特技監督を単独で務めた。
2017年7月24日、病気のため死去。57歳没。没後に公開された『シン・エヴァンゲリオン劇場版』では「名誉特技監督」としてクレジットされている。

## 参加作品

### テレビアニメ
- ダーティペア（1985年、原画）
- ふしぎの海のナディア（1990年 - 1991年、絵コンテ・演出・メカ作監）
- 無責任艦長タイラー（1993年、メカニックデザイン）
- 新世紀エヴァンゲリオン（1995年 - 1996年、原画・演出）
- 赤ちゃんと僕（1996年 - 1997年、演出）
- 彼氏彼女の事情（1998年 - 1999年、原画）
- ゲートキーパーズ（2000年、デザインワークス）
- フルメタル・パニック!（2001年、原画）
- ポケットモンスタークリスタル ライコウ雷の伝説（2001年、原画）
- FF：U 〜ファイナルファンタジー:アンリミテッド〜（2001年 - 2002年、美術レイアウト）
- 最終兵器彼女（2002年、原画）
- 円盤皇女ワるきゅーレ（2002年、原画）
- キディ・グレイド（2003年、絵コンテ）
- 機神咆吼デモンベイン（2006年、監督・絵コンテ・原画）
- 我が家のお稲荷さま。（2008年、原画）
- 秘密 〜The Revelation〜（2008年、MRI設定）
- まかでみ・WAっしょい!（2008年、原画）
- 宇宙戦艦ヤマト2199（2013年、原画）

### 劇場アニメ
- 超時空要塞マクロス 愛・おぼえていますか（1984年、作画監督補）
- うる星やつら3 リメンバー・マイ・ラブ（1985年、原画）
- プロジェクトA子（1986年、メカニックデザイン・メカニック作画監督・原画）
- 王立宇宙軍 オネアミスの翼（1987年、助監督）
- 機動戦士ガンダム 逆襲のシャア（1988年、艦艇デザイン）
- AKIRA（1988年、原画）
- 月光のピアス ユメミと銀のバラ騎士団（1991年、原画）
- 新世紀エヴァンゲリオン劇場版 シト新生（1997年、原画）
- 新世紀エヴァンゲリオン劇場版 Air/まごころを、君に（1997年、原画）
- 劇場版ポケットモンスター ミュウツーの逆襲（1998年、原画）
- 劇場版ポケットモンスター 幻のポケモン ルギア爆誕（1999年、原画）
- 劇場版ポケットモンスター 結晶塔の帝王 ENTEI（2000年、原画）
- 劇場版ポケットモンスター セレビィ 時を超えた遭遇（2001年、原画）
- 映画犬夜叉 時代を越える想い（2001年、原画）
- パルムの樹（2002年、原画）
- シックス・エンジェルズ（2002年、絵コンテ・メカ作画監督・ビジュアルエフェクト）
- 劇場版ポケットモンスター 水の都の護神 ラティアスとラティオス（2002年、原画）
- 劇場版ポケットモンスター アドバンスジェネレーション 裂空の訪問者 デオキシス（2004年、原画）
- 劇場版ポケットモンスター アドバンスジェネレーション ミュウと波導の勇者 ルカリオ（2005年、原画）
- 劇場版ポケットモンスター アドバンスジェネレーション ポケモンレンジャーと蒼海の王子 マナフィ（2006年、原画）
- ブレイブ・ストーリー（2006年、作画監督・原画）
- 銀色の髪のアギト（2006年、エフェクト作監・原画）
- ヱヴァンゲリヲン新劇場版:序（2007年、特技監督・原画）
- ヱヴァンゲリヲン新劇場版:破（2009年、特技監督・原画）
- 仏陀再誕 The REBIRTH of BUDDHA（2009年、原画）
- ヱヴァンゲリヲン新劇場版:Q（2012年、特技監督・原画）
- 劇場版 薄桜鬼 第一章 京都乱舞（2013年、絵コンテ）
- シン・エヴァンゲリオン劇場版（2021年、名誉特技監督）

### OVA
- ドリームハンター麗夢（1985年、原画）
- 幻夢戦記レダ（1985年、アニメーター）
- 破邪大星ダンガイオー（1987年、原画）
- ダーティペア（1987年 - 1988年、エンディング原画）
- トップをねらえ!（1988年、演出）
- おたくのビデオ（1991年、演出・原画）
- 帝都物語（1991年、原画）
- 万能文化猫娘（1992年、演出）
- 紅狼（1993年、監督・脚本・絵コンテ・原画）
- メルティランサー The Animation（1999年 - 2000年、メカニカルデザイン・メカニック作画監督・絵コンテ・演出・原画）
- ジョジョの奇妙な冒険 ADVENTURE（2000年 - 2002年、原画）
- 戦闘妖精雪風（2002年、原画）
- サブマリン707R（2003年、監督・プロジェクトブレーン・絵コンテ・画面構成・レイアウト・原画）
- トップをねらえ2!（2004年 - 2006年、デジタルディレクター・原画）
- ICE（2007年、作画監督・原画）
- 真救世主伝説 北斗の拳 トキ伝（2008年、絵コンテ・原画）

### その他
- テイルズ オブ レジェンディア（2005年、アニメーションパート原画）
- テイルズ オブ ジ アビス（2005年、イベントアニメーションパート原画）
- ドラゴンクエスト ファンタジア・ビデオ（1988年、アニメーション原画）
- EOS -イオス-Edge Of Skyhigh（1997年、メカニカルデザイン）